# Taxi para tres
Taxi para tres és una pel·lícula xilena dirigida per Orlando Lübbert i estrenada el 2 d'agost de 2001. Va tenir una destacada participació al Festival Internacional de Cinema de Mar del Plata, on va guanyar com a millor pel·lícula, al Festival Internacional del Nou Cinema Llatinoamericà de l'Havana, on va guanyar en tres categories i als Premis Apes, on va guanyar en millor pel·lícula, director i actor. També fou seleccionada per representar Xile a l'Oscar a la millor pel·lícula de parla no anglesa als Premis Oscar de 2001, però finalment no fou seleccionada.

## Sinopsi/Resum
Ulisses (Alejandro Trejo) és un taxista que és assaltat per Chavelo (Daniel Muñoz) i Coto (Fernando Gómez-Rovira), els qui ho obliguen a triar entre anar al volant del taxi mentre ells cometen els seus assalts o a anar en la maleta, usant la frase Volant o maleta. D'aquesta manera Ulisses es torna un membre de la banda d'aquests assaltants. Passant ja diversos assalts fallits i alguns reeixits, li comença a arribar part del botí, i el que abans li semblava immoral i incorrecte li comença a semblar normal. Els assaltants passen a quedar-se fins i tot en la llar del taxista i a regalar-li béns a la seva família, la qual cosa fa que aquesta també encobreixi a aquests personatges.
Ulisses aviat haurà de decidir entre els beneficis i els contratemps que aquest nou estil de vida li ha portat.

## Repartiment
- Daniel Muñoz com Chavelo
- Alejandro Trejo com Ulises
- Fernando Gómez-Rovira com Coto
- Ivonne Becerra com Almacenera
- Elsa Poblete com Nelly
- Daniel Alcaíno com Periodista TV
- Felipe Ortega com Amaro
- Edgardo Carvajal com Ronny
- Denitze Lecaros com Javiera
- Víctor Rojas com Hugo Soto
- Gerardo Orchard com Julián Castro
- Lorena Prada com Secretaria Oficina Lada
- Cristián Quezada com Inspector Padilla
- René Castro com Inspector Romero
- Marío Escobar com "Bala Fría"
- Iban Ayala com Evangélico
- Juan Rodríguez com Muchacho del Triciclo

## Premis i nominacions
Festival Internacional de Cinema de Sant Sebastià de 2001Conquilla d'Or
Premis Goya (2001)nominada al Goya a la millor pel·lícula estrangera de parla hispana